# Leucotrichia kateae

Leucotrichia kateae  (лат.) — вид мелких ручейников рода Leucotrichia из семейства Hydroptilidae. Южная Америка: Венесуэла (Aragua: Estacíon Biológica Rancho Grande, 10.352°N67.680°W, el. 1100 м).

## Описание
Мелкие ручейники, желтовато-коричневого цвета. Длина переднего крыла 2,4 мм. Передние крылья широкие в основании, узкие в апикальной части. Нижнечелюстные щупики 5-члениковые, нижнегубные щупики состоят из 3 сегментов. На вершинах голеней передних, средних и задних ног по 1, 3 и 4 шпоры, соответственно. Мезоскутеллюм с поперечным швом. Шипики на VIII стерните и выступ на IX сегменте отсутствуют. Личинки живут на дне водоёмов.

## Систематика
Сходен с таксоном Leucotrichia tritoven. Вид был впервые описан в 2015 году американскими энтомологами Робином Томсоном (Robin E. Thomson) и Ральфом Холзенталем (Ralph W. Holzenthal, University of Minnesota, St. Paul, США).